# Нилова, Елизавета Ивановна
Елизавета Ивановна Нилова (1897, Андреевское, Тверская губерния — 1981) — советский хозяйственный, государственный и политический деятель, Герой Социалистического Труда.

## Биография
Родилась в октябре 1897 года в деревне Андреевское (ныне — в Бежецком районе Тверской области). Член ВКП(б).
С 1912 года — на хозяйственной, общественной и политической работе. В 1912—1960 гг. — работница по найму у зажиточных односельчан, колхозница, заведующая животноводческой фермой, председатель, звеньевая, заведующая группы народного контроля семеноводческого колхоза имени Ильича Бежецкого района Калининской области.
Указом Президиума Верховного Совета СССР от 28 февраля 1949 года присвоено звание Героя Социалистического Труда с вручением ордена Ленина и золотой медали «Серп и Молот».
Избиралась депутатом Верховного Совета РСФСР 4-го созыва.
Умерла в 1981 году.